# 五明楼国輔
五明楼 国輔（ごめいろう くにすけ）は、落語家の名。五明樓国輔、五明楼國輔、五明樓國輔とも表記される。
- 五明楼国輔 - 後の上方ノ才六。
- この間1人ないし2人いた模様、つまびらかならず。
- 五明楼国輔（1854年1月 - 没年不詳） - 初め6代目桂文治の門下で文作から文勢。後3代目五明楼玉輔の門下で金原亭馬きん、明治10年代後半に国輔になった。1889年6月の『名前揃』に「国輔」の名で開業届けが出ているのを最後にその後よくわからない。本名は青柳茂蔵。
- 五明楼国輔 - 3代目五明楼玉輔の門下で玉勝から五海堂雲輔を経て国輔になった人がいる。それ以外不明。
- 五明楼國輔 - 本項にて詳細。

五明楼 國輔（ごめいろう くにすけ、1854年5月 - 1923年9月1日？）は、落語家。本名、池田 文次郎。

## 経歴
8代目入船亭扇橋の『昔の芸道修行』によると『明治五明楼玉輔の弟子に金原亭馬きんという者があって、好男子で噺が上手で鳴物はいっさいなんでもできるという器用な芸人であった。のちに五明楼国輔になって本所番場町にいて私は終生親類の交際をしていたが、大正12年の震災に行方不明になった。実に気の毒な終わりであった』と書かれている。馬きんを名乗ったのは明治の一ケタ代でその後明治10年代後半に金原亭馬勢、明治20年代後半に国輔になった模様。本名、青柳茂蔵の国輔と同一人物の見方があるが別人のようである。関東大震災で没した模様。
6代目三遊亭圓生はこの国輔から『二十四孝』や『紀州』などを稽古してもらったという。かなり噺は上手かったというが大成せずに真打昇進した記録もなく二つ目上あたりでおさまっていたという。